# Митрофан (Еврокатов)
Епископ Митрофан (в миру Алексей Михайлович Еврокатов; 5 февраля 1987, Уфа) — архиерей Русской православной церкви, епископ Нефтекамский и Белебеевский.
Тезоименитство — 4 (17) сентября (память святителя Митрофана, епископа Воронежского).

## Биография
Крещён 17 октября 1992 года в Богородско-Уфимском храме Уфы. В 2000—2009 года чтец и иподиакон при Сергиевском кафедральном соборе года Уфы.
Учился в средней общеобразовательной школе 97 г. Уфы. 
В 2004—2009 годы учился на историческом факультете Башкирского государственного университета. В 2009—2010 годы служил в рядах Вооруженных сил.
В 2010—2012 годы чтец, иподиакон при кафедральном соборе Рождества Пресвятой Богородицы Уфы. В 2012—2018 годы обучался в Санкт-Петербургской духовной академии.
В 2018 году окончил магистратуру Санкт-Петербургской духовной академии и получил квалификацию «Магистр теологии».
26 августа 2018 года, в кафедральном соборе Рождества Пресвятой Богородицы города Уфы, рукоположен во диакона митрополитом Уфимским и Стерлитамакским Никоном (Васюковым), и с этого дня являлся клириком кафедральном соборе Рождества Пресвятой Богородицы города Уфы.
28 августа 2018 года, в том же соборе, рукоположен во иерея митрополитом Уфимским и Стерлитамакским Никоном (Васюковым).
17 марта 2020 года в домовом храме Всех уфимских святых Уфимского епархиального управления митрополитом Уфимским и Стерлитамакским Никоном (Васюковым) пострижен в монашество с наречением имени Митрофан в честь святителя Митрофана Воронежского.
С 2022 года являлся ключарём (заместителем настоятеля) кафедрального собора Рождества Богородицы города Уфы.
Вёл занятия с молодежью при Кафедральном соборе Рождества Богородицы г.Уфы. 
В 2023 году отец Митрофан закончил Уфимский университет науки и технологий, получив государственный диплом с квалификацией «Бакалавр теологии». Сейчас также учится в аспирантуре Санкт-Петербургской Духовной Академии.

### Архиерейство
27 декабря 2023 года решением Священного Синода РПЦ избран епископом Нефтекамским и Белебеевским.
7 января 2024 года во время ночной рождественской службы в кафедральном соборе Рождества Богородицы Уфы митрополитом Уфимским и Башкортостанским Никоном был возведён в сан архимандрита.
14 февраля 2024 года в Тронном зале кафедрального соборного Храма Христа Спасителя в Москве наречён во епископа Нефтекамского и Белебеевского.
1 марта 2024 года в Успенском соборе Московского Кремля хиротонисан во епископа Нефтекамского и Белебеевского. Хиротонию совершили: патриарх Кирилл, митрополит Воскресенский Григорий (Петров), митрополит Уфимский и Башкортостанский Никон (Васюков), архиепископ Одинцовский и Красногорский Фома (Мосолов), епископ Салаватский и Кумертауский Николай (Субботин), епископ Бирский и Белорецкий Спиридон (Морозов), епископ Петергофский Силуан (Никитин).